# خولیو رومرو د تورس
خولیو رومرو دِ تورس (به اسپانیایی: Julio Romero de Torres) نقاشِ نمادگرای اسپانیایی بود. او نقاشی را تحت نظر پدرش رافائل رومرو باروس فرا گرفت.

## نگارخانه

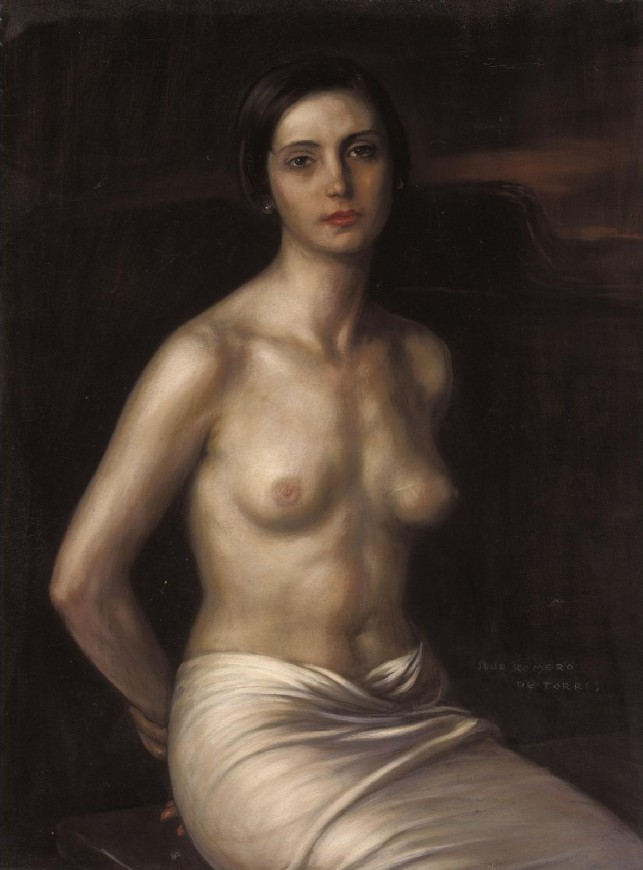
لا اسکالاوا ۱۹۲۸ م. مجموعهٔ خصوصی
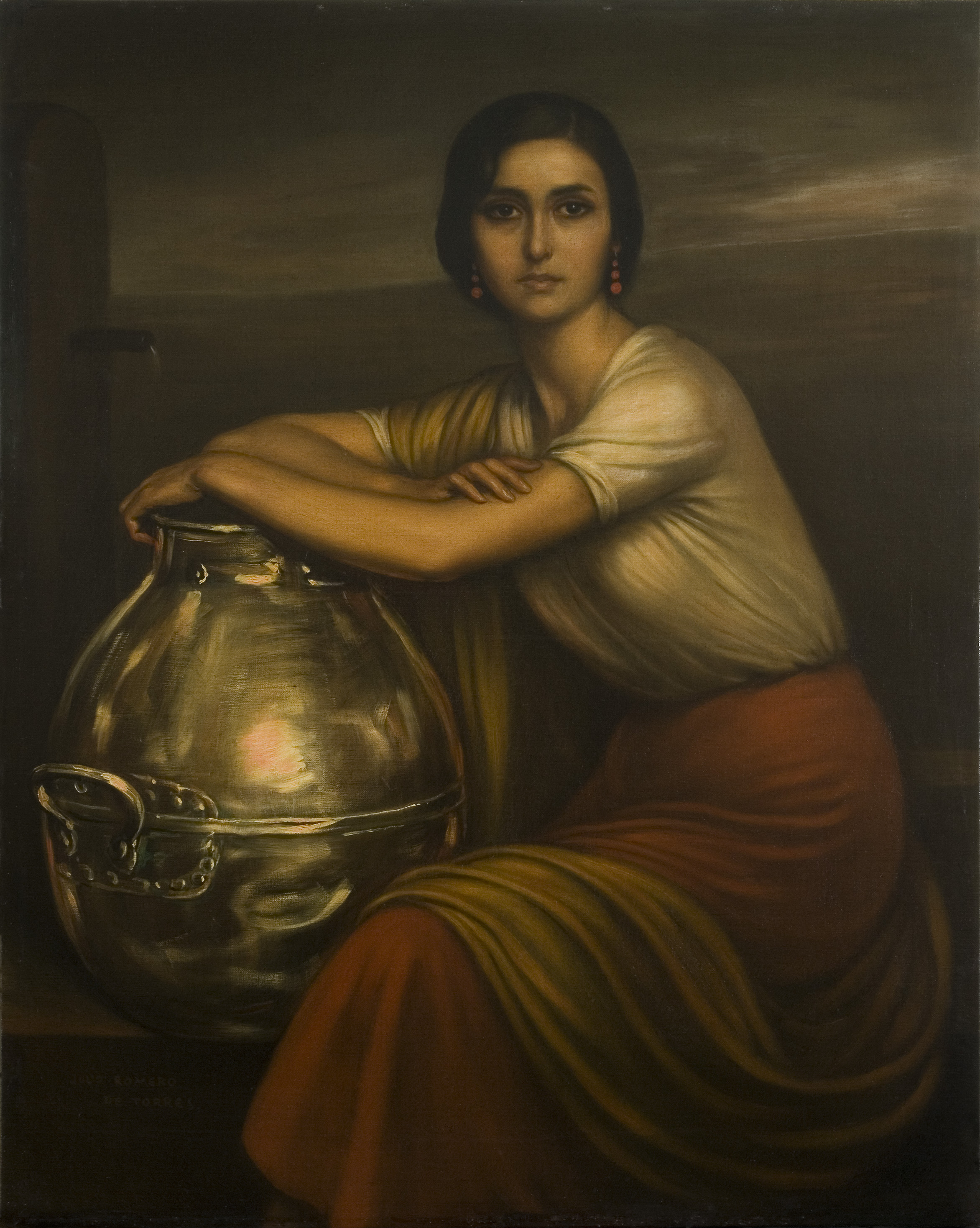
لا فیوئنسانتا‏ ۱۹۲۹ م. مجموعهٔ خصوصی
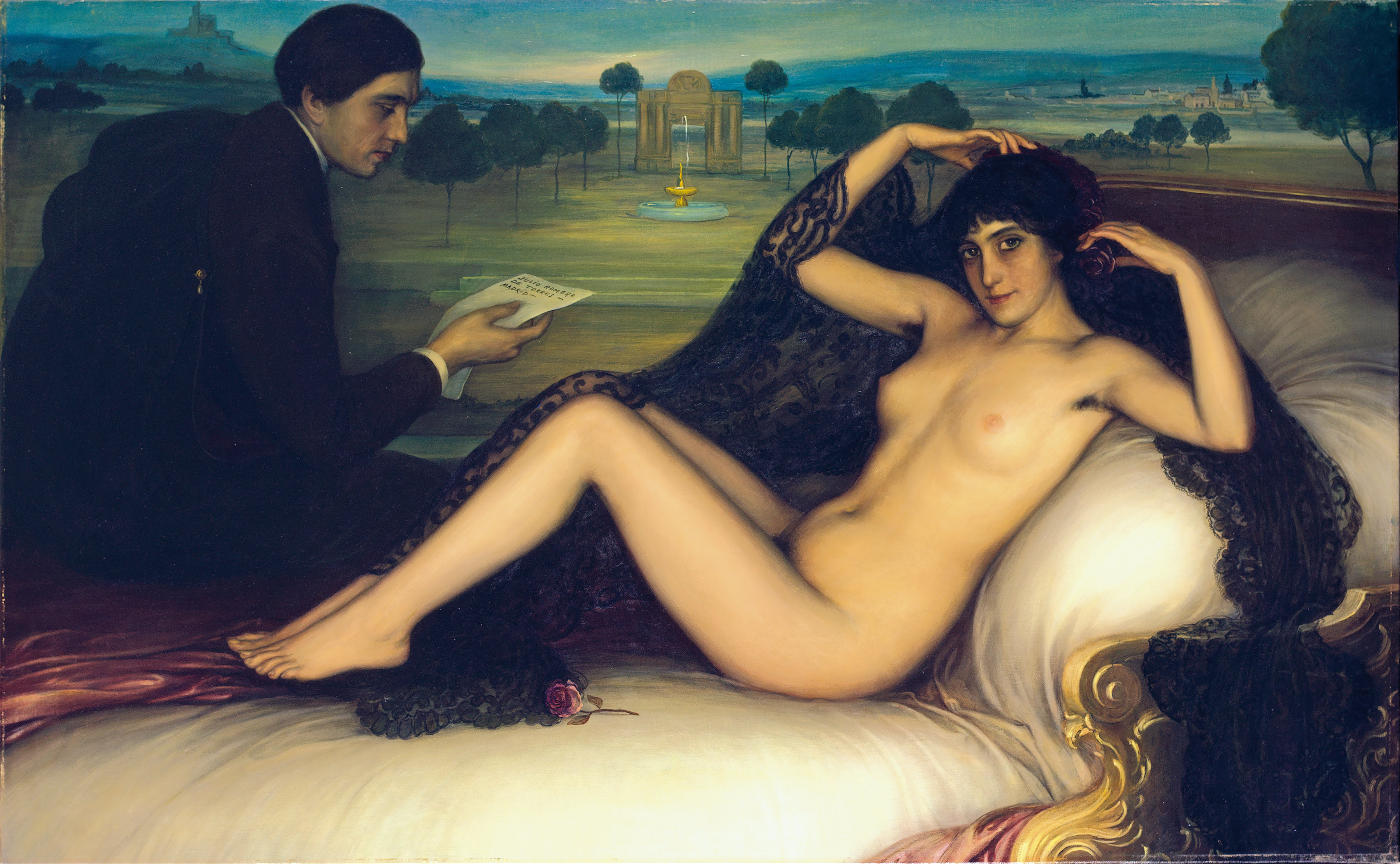
ونوس شعر ۱۹۱۳ م. (در امانت) موزه هنرهای زیبای بیلبائو
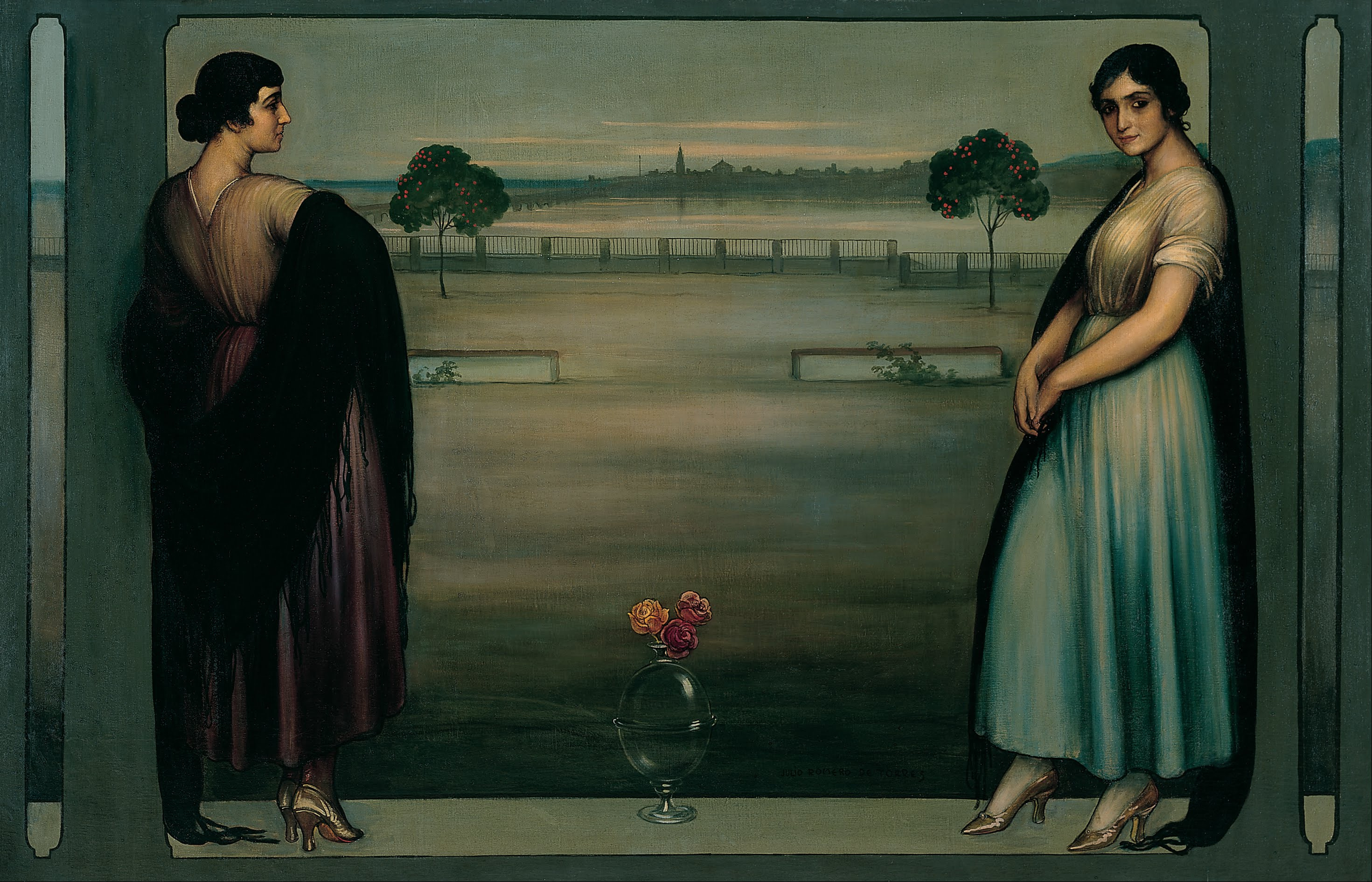
پانِل ۱۹۱۲ م.
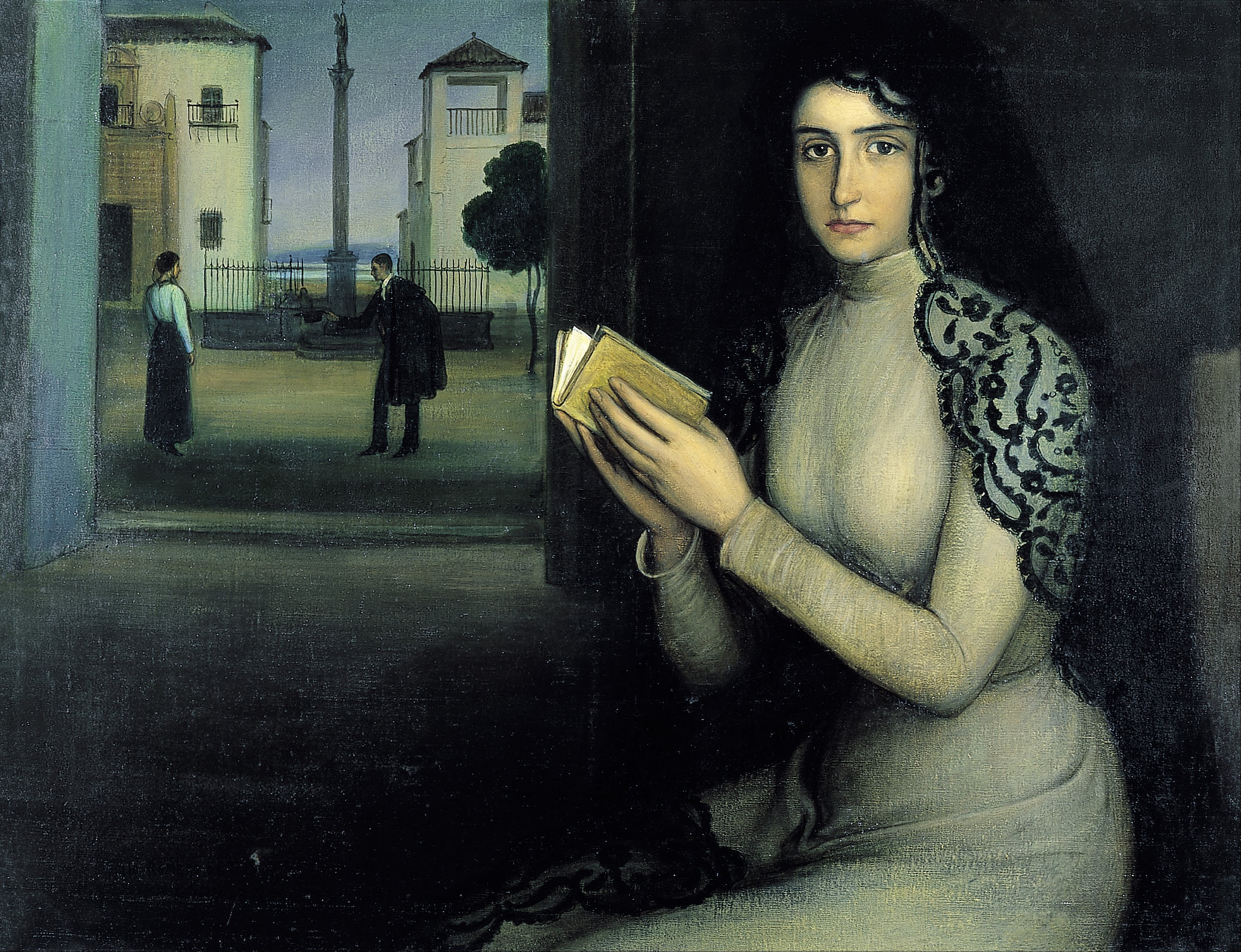
نیه‌بس ۱۹۲۰ م. آکادمی سلطنتی هنرهای زیبای سان فرناندو
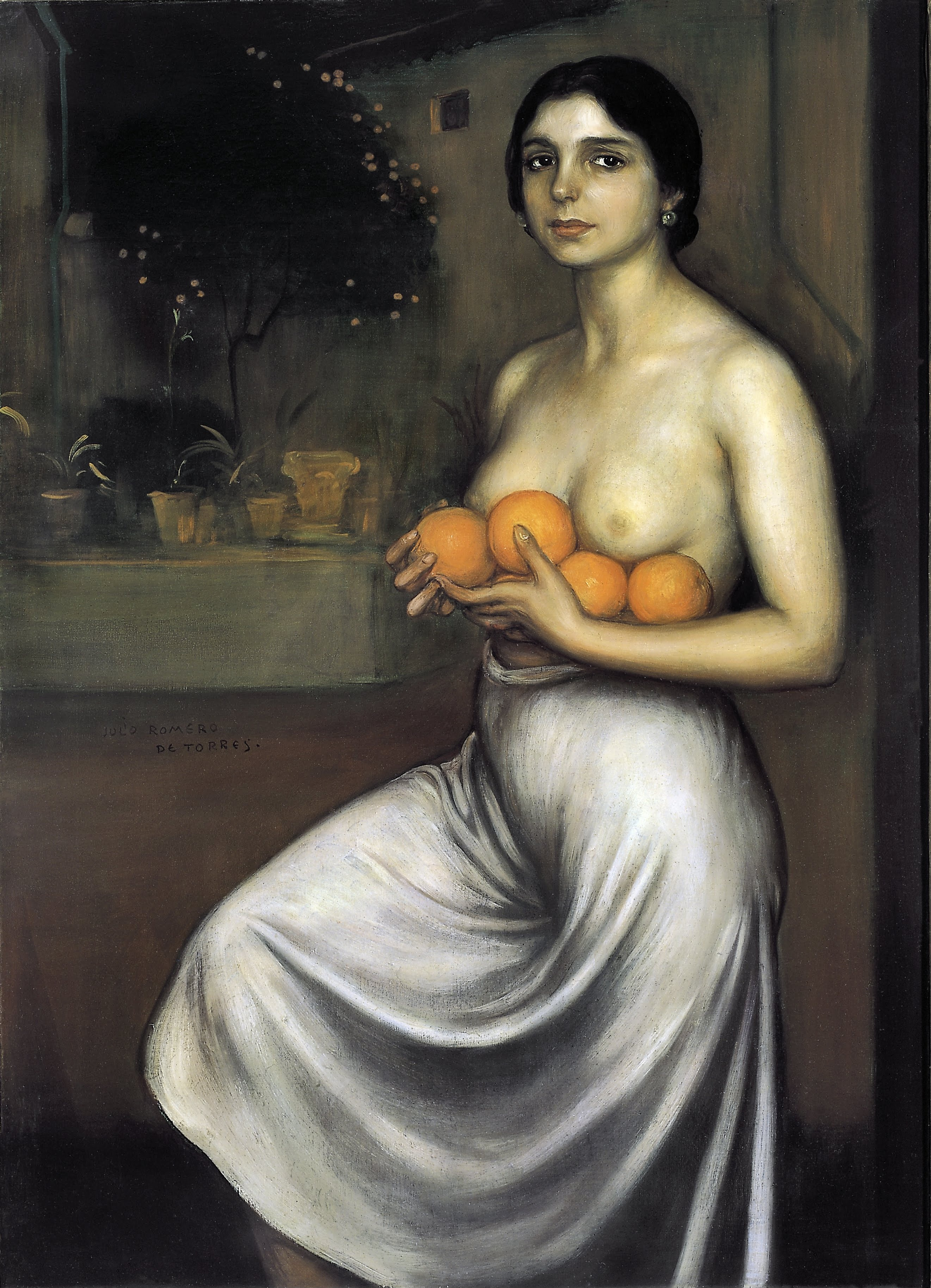
پرتقال‌ها و لیموها ۱۹۲۷ م. موزه خولیو رومرو د تورس
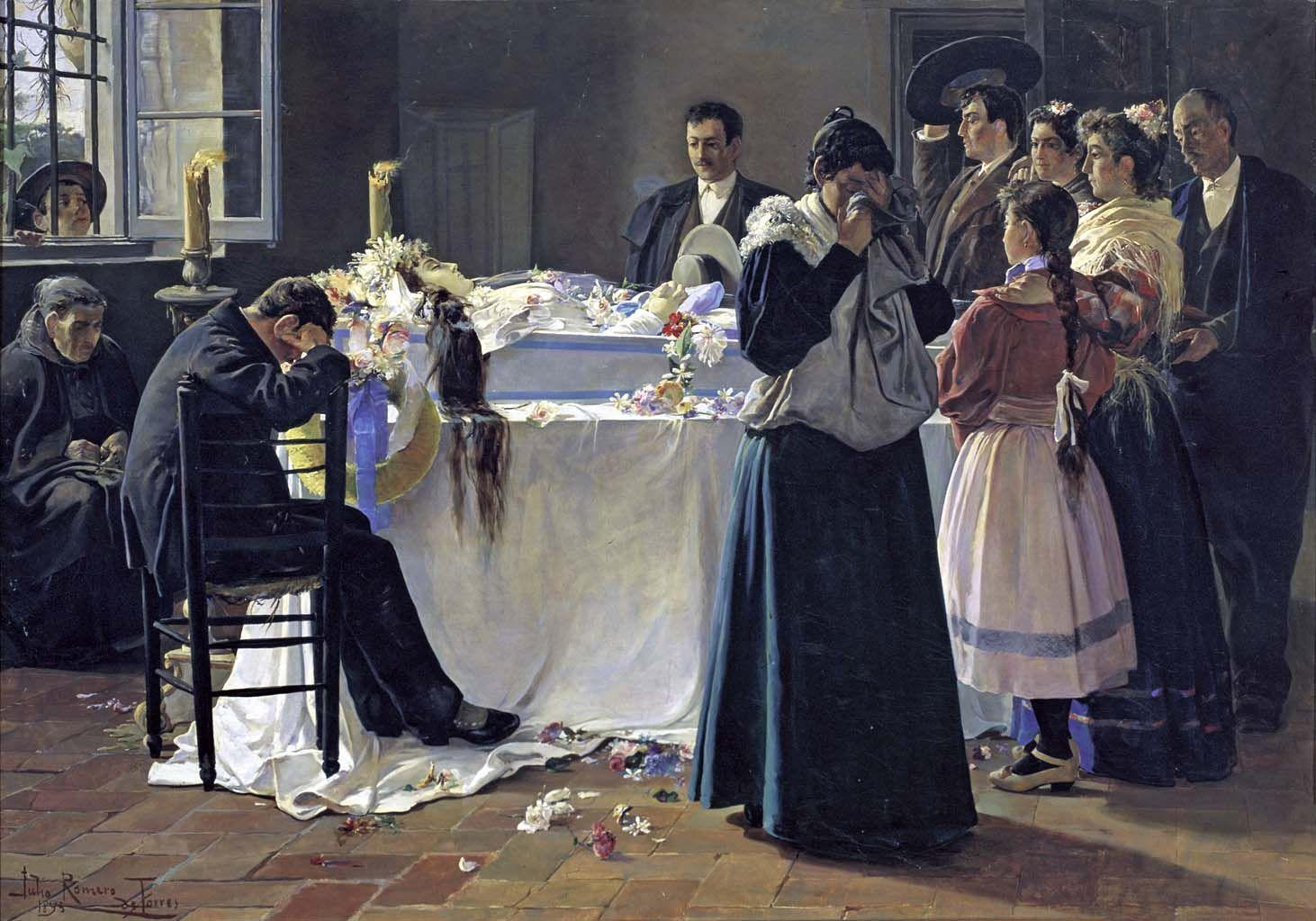
وداعِ آخر ۱۸۹۵ م. موزه ملی مرکز هنر رینا سوفیا
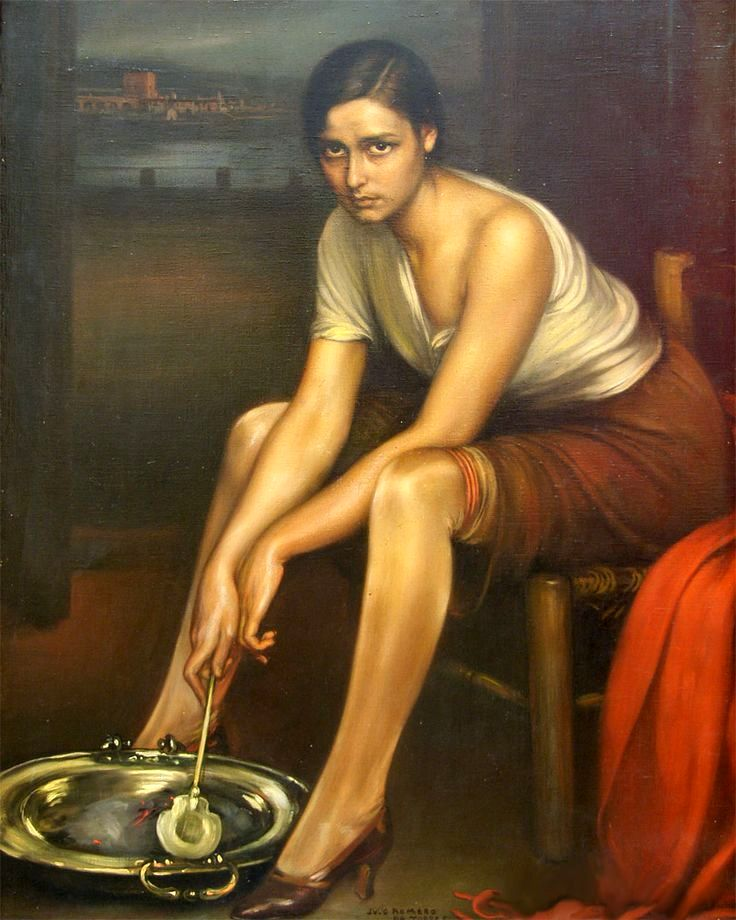
پیکونرای کوچک
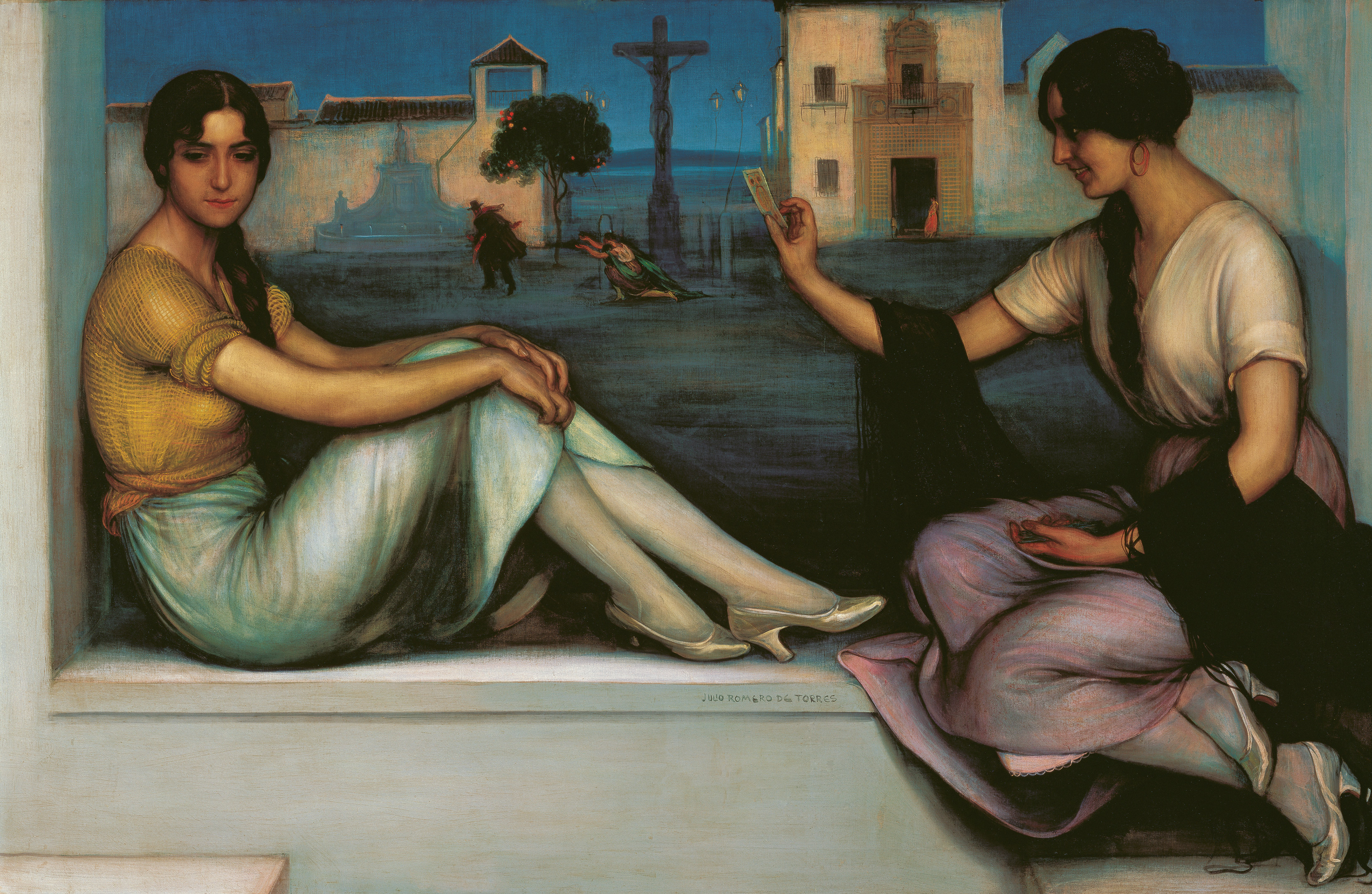
۱۹۲۹ م.